# 엠베라워우난 특구

엠베라워우난 특구의 위치

엠베라워우난 특구(스페인어: Comarca Emberá-Wounaan)는 파나마 동부에 위치한 원주민 특구로 행정 중심지는 우니온초코이며 면적은 4,383.6km2, 인구는 9,544명(2010년 기준)이다. 1983년 11월 8일 다리엔 주에서 분리되어 신설되었다. 2개 구를 관할한다. 동쪽의 세마코구(Ćemaco)와 서쪽의 삼부구(Sambú)로 나뉘며 세마코구는 3개의 코레히미엔토(Corregimiento)로, 삼부구는 2개의 코레히미엔토(Corregimiento)로 나뉜다.

## 같이 보기
- 엠베라족
- 워우난족